# 마드리드 더비
마드리드 더비(스페인어: El Derbi madrileño, 마드리드 더비)는 스페인 마드리드를 연고로 하는 레알 마드리드와 아틀레티코 마드리드 간의 축구 더비 경기를 가리키는 단어이며, 스페인어 발음 그대로 엘 데르비 마드릴레뇨로 불리기도 한다..

## 리그 경기

### 맞대결 결과
| 레알 마드리드 승리 | 86  |
| 무승부             | 37  |
| 아틀레티코 승리    | 39  |
| 레알 마드리드 득점 | 285 |
| 아틀레티코 득점    | 214 |
| 총 경기 수         | 160 |

* 2017-2018시즌까지의 결과임
2000년대 들어 레알 마드리드가 아틀레티코 마드리드를 상대로 15년 가까이 패배를 허용하지 않았는데 아틀레티코 마드리드가 2012-13 시즌 코파 델 레이 결승에서 레알 마드리드에게 2-1로 승리한 후 2013-14시즌에 드디어 아틀레티코 마드리드가 레알 마드리드에게 프리메라리가에서도 승리를 거두었다.

## 코파 델 레이
두 팀은 자국 컵대회인 코파 델 레이 결승전에서 5번 1960, 1961, 1992, 2013 (아틀레티코 승리), 1975 (레알 마드리드 승리) 만났다. 1985년에는 홈-원정 2차전으로 치러진 코파 데 라리가 결승에서는 양 팀이 각각 홈 경기에서 승리를 거뒀으나, 합계점수로 레알 마드리드가 우승하였다.
눈길을 끄는 대목은 코파 델 레이 전체를 놓고 보면 레알 마드리드가 더 많은 승리를 거뒀으나, 결승전에서만큼은 아틀레티코가 절대 우위에 있다는 것이다. 심지어 레알 마드리드가 우승했던 1974-75시즌 결승전도 정규시간 이내에 우승한 것이 아니라 승부차기 끝에 우승한 것이다. 승부차기는 공식적으로 무승부로 기록된다.
양 팀은 코파 델 레이 토너먼트에서 22번 만나 레알 마드리드가 12회, 아틀레티코가 10회 다음 라운드에 진출하거나 우승했다. 조별리그 성적은 당연히 제외한 횟수.

## UEFA 챔피언스리그
양 팀은 유러피언컵 1958-59 4강에서 처음 만났다. 양 팀은 홈&어웨이 두 경기로는 승부를 가리지 못해 라 로마레다에서 재경기를 치른 끝에 레알 마드리드가 결승에 진출, 라 꾸아르타(4번째 우승)에 성공했다. 현재의 원정골 우선 원칙이 이 때 당시에 적용됐다면 아틀레티코가 결승에 진출했을 것이다. 그러나 당시엔 이러한 규정이 없어 2경기 합산 점수가 동점일 경우 재경기를 치렀다.
양 팀은 13-14시즌 챔피언스리그 결승에서 55년만에 맞붙었다. 리스본 이스타디우 다 루스에서의 이 맞대결은 UEFA 챔피언스리그 역사상 처음으로 로컬 더비 경기로 열린 결승전이라는 상징성이 있다. 레알 마드리드는 유럽 클럽 최초의 라 데시마를 위해, 아틀레티코 마드리드는 클럽 역사상 첫 챔피언스리그 우승을 위해 물러설 수 없는 경기였다.
전반전 카시야스의 실수가 동반된 고딘의 선제골이 터졌고, 아틀레티코는 이 리드를 후반전 정규시간이 끝날 때까지 지켰다. 마드리드에서는 특히 베일이 찬스를 많이 잡았으나 모조리 무산시켰다. 그러나 후반 추가시간, 라모스가 코너킥에서 극적인 동점골을 성공시키며 승부를 연장으로 끌고 갔고, 부상 중이던 디에고 코스타를 무리하게 출전시키는 바람에 전반 이른 시간에 교체 카드를 이미 사용했던 아틀레티코는 체력적인 부담을 안고 연장전에 돌입해야 했다. 마드리드는 마르셀로, 이스코 등이 후반에 투입되는 등 적어도 아틀레티코보다는 체력적으로 우위에 있었다.
이러한 우위 및 부담은 결국 연장 후반에 폭발, 디 마리아의 폭발적인 드리블에 이은 베일의 헤딩골이 터졌고(이는 결승골이 되었다), 마르셀로와 호날두의 연속골까지 터지며 아틀레티코는 우승을 눈 앞에 두고 무너졌고, 마드리드는 그토록 염원했던 라 데시마를 달성하게 되었다. 또한 마드리드는 FC 바르셀로나를 제외한 그 어떤 스페인 클럽에게도 UEFA 챔피언스리그 토너먼트에서 패퇴하지 않았던 역사 또한 이어가게 되었다.

## 경기장
| 레알 마드리드                  | · 레알 마드리드아틀레티코 마드리드마드리드 더비(스페인) | 아틀레티코 마드리드      |
| ------------------------------ | ------------------------------------------------------- | ------------------------ |
| 에스타디오 산티아고 베르나베우 | · 레알 마드리드아틀레티코 마드리드마드리드 더비(스페인) | 에스타디오 비센테 칼데론 |
| 수용인원: 81,254명             | · 레알 마드리드아틀레티코 마드리드마드리드 더비(스페인) | 수용인원: 54,851명       |
|                                | · 레알 마드리드아틀레티코 마드리드마드리드 더비(스페인) |                          |

## 역대 전적(정규 리그)
| 시즌    | 레알 마드리드 홈경기                                            | 레알 마드리드 홈경기                                            | 이틀레티코 마드리드 홈경기                                      | 이틀레티코 마드리드 홈경기                                      |
| 시즌    | 홈                                                              | 원정                                                            | 홈                                                              | 원정                                                            |
| ------- | --------------------------------------------------------------- | --------------------------------------------------------------- | --------------------------------------------------------------- | --------------------------------------------------------------- |
| 1928-29 | 레알 마드리드 2                                                 | 이틀레티코 마드리드 1                                           | 이틀레티코 마드리드 0                                           | 레알 마드리드 3                                                 |
| 1929-30 | 레알 마드리드 4                                                 | 이틀레티코 마드리드 1                                           | 이틀레티코 마드리드 2                                           | 레알 마드리드 1                                                 |
| 1930-31 | 아틀레티코 마드리드가 세군다 디비시온에서 뛰면서 경기가 없었음. | 아틀레티코 마드리드가 세군다 디비시온에서 뛰면서 경기가 없었음. | 아틀레티코 마드리드가 세군다 디비시온에서 뛰면서 경기가 없었음. | 아틀레티코 마드리드가 세군다 디비시온에서 뛰면서 경기가 없었음. |
| 1931-32 | 아틀레티코 마드리드가 세군다 디비시온에서 뛰면서 경기가 없었음. | 아틀레티코 마드리드가 세군다 디비시온에서 뛰면서 경기가 없었음. | 아틀레티코 마드리드가 세군다 디비시온에서 뛰면서 경기가 없었음. | 아틀레티코 마드리드가 세군다 디비시온에서 뛰면서 경기가 없었음. |
| 1932-33 | 아틀레티코 마드리드가 세군다 디비시온에서 뛰면서 경기가 없었음. | 아틀레티코 마드리드가 세군다 디비시온에서 뛰면서 경기가 없었음. | 아틀레티코 마드리드가 세군다 디비시온에서 뛰면서 경기가 없었음. | 아틀레티코 마드리드가 세군다 디비시온에서 뛰면서 경기가 없었음. |
| 1933-34 | 아틀레티코 마드리드가 세군다 디비시온에서 뛰면서 경기가 없었음. | 아틀레티코 마드리드가 세군다 디비시온에서 뛰면서 경기가 없었음. | 아틀레티코 마드리드가 세군다 디비시온에서 뛰면서 경기가 없었음. | 아틀레티코 마드리드가 세군다 디비시온에서 뛰면서 경기가 없었음. |
| 1934-35 | 레알 마드리드 2                                                 | 이틀레티코 마드리드 0                                           | 이틀레티코 마드리드 2                                           | 레알 마드리드 2                                                 |
| 1935-36 | 레알 마드리드 3                                                 | 이틀레티코 마드리드 1                                           | 이틀레티코 마드리드 2                                           | 레알 마드리드 3                                                 |
| 1936-37 | 스페인 내전으로 리그가 중단됨.                                  | 스페인 내전으로 리그가 중단됨.                                  | 스페인 내전으로 리그가 중단됨.                                  | 스페인 내전으로 리그가 중단됨.                                  |
| 1937-38 | 스페인 내전으로 리그가 중단됨.                                  | 스페인 내전으로 리그가 중단됨.                                  | 스페인 내전으로 리그가 중단됨.                                  | 스페인 내전으로 리그가 중단됨.                                  |
| 1938-39 | 스페인 내전으로 리그가 중단됨.                                  | 스페인 내전으로 리그가 중단됨.                                  | 스페인 내전으로 리그가 중단됨.                                  | 스페인 내전으로 리그가 중단됨.                                  |
| 1939-40 | 레알 마드리드 2                                                 | 이틀레티코 마드리드 0                                           | 이틀레티코 마드리드 2                                           | 레알 마드리드 1                                                 |
| 1940-41 | 레알 마드리드 1                                                 | 이틀레티코 마드리드 3                                           | 이틀레티코 마드리드 4                                           | 레알 마드리드 1                                                 |
| 1941-42 | 레알 마드리드 4                                                 | 이틀레티코 마드리드 1                                           | 이틀레티코 마드리드 2                                           | 레알 마드리드 0                                                 |
| 1942-43 | 레알 마드리드 1                                                 | 이틀레티코 마드리드 3                                           | 이틀레티코 마드리드 2                                           | 레알 마드리드 1                                                 |
| 1943-44 | 레알 마드리드 3                                                 | 이틀레티코 마드리드 2                                           | 이틀레티코 마드리드 3                                           | 레알 마드리드 1                                                 |
| 1944-45 | 레알 마드리드 3                                                 | 이틀레티코 마드리드 1                                           | 이틀레티코 마드리드 0                                           | 레알 마드리드 1                                                 |
| 1945-46 | 레알 마드리드 2                                                 | 이틀레티코 마드리드 1                                           | 이틀레티코 마드리드 3                                           | 레알 마드리드 1                                                 |
| 1946-47 | 레알 마드리드 1                                                 | 이틀레티코 마드리드 2                                           | 이틀레티코 마드리드 2                                           | 레알 마드리드 3                                                 |
| 1947-48 | 레알 마드리드 1                                                 | 이틀레티코 마드리드 1                                           | 이틀레티코 마드리드 5                                           | 레알 마드리드 0                                                 |
| 1948-49 | 레알 마드리드 1                                                 | 이틀레티코 마드리드 2                                           | 이틀레티코 마드리드 0                                           | 레알 마드리드 2                                                 |
| 1949-50 | 레알 마드리드 4                                                 | 이틀레티코 마드리드 2                                           | 이틀레티코 마드리드 5                                           | 레알 마드리드 1                                                 |
| 1950-51 | 레알 마드리드 3                                                 | 이틀레티코 마드리드 6                                           | 이틀레티코 마드리드 4                                           | 레알 마드리드 0                                                 |
| 1951-52 | 레알 마드리드 2                                                 | 이틀레티코 마드리드 1                                           | 이틀레티코 마드리드 3                                           | 레알 마드리드 2                                                 |
| 1952-53 | 레알 마드리드 2                                                 | 이틀레티코 마드리드 0                                           | 이틀레티코 마드리드 1                                           | 레알 마드리드 2                                                 |
| 1953-54 | 레알 마드리드 2                                                 | 이틀레티코 마드리드 1                                           | 이틀레티코 마드리드 3                                           | 레알 마드리드 4                                                 |
| 1954-55 | 레알 마드리드 1                                                 | 이틀레티코 마드리드 0                                           | 이틀레티코 마드리드 2                                           | 레알 마드리드 4                                                 |
| 1955-56 | 레알 마드리드 3                                                 | 이틀레티코 마드리드 2                                           | 이틀레티코 마드리드 1                                           | 레알 마드리드 0                                                 |
| 1956-57 | 레알 마드리드 0                                                 | 이틀레티코 마드리드 2                                           | 이틀레티코 마드리드 2                                           | 레알 마드리드 4                                                 |
| 1957-58 | 레알 마드리드 0                                                 | 이틀레티코 마드리드 0                                           | 이틀레티코 마드리드 1                                           | 레알 마드리드 1                                                 |
| 1958-59 | 레알 마드리드 5                                                 | 이틀레티코 마드리드 0                                           | 이틀레티코 마드리드 2                                           | 레알 마드리드 1                                                 |
| 1959-60 | 레알 마드리드 3                                                 | 이틀레티코 마드리드 2                                           | 이틀레티코 마드리드 3                                           | 레알 마드리드 3                                                 |
| 1960-61 | 레알 마드리드 3                                                 | 이틀레티코 마드리드 1                                           | 이틀레티코 마드리드 1                                           | 레알 마드리드 0                                                 |
| 1961-62 | 레알 마드리드 2                                                 | 이틀레티코 마드리드 1                                           | 이틀레티코 마드리드 1                                           | 레알 마드리드 0                                                 |
| 1962-63 | 레알 마드리드 4                                                 | 이틀레티코 마드리드 3                                           | 이틀레티코 마드리드 1                                           | 레알 마드리드 1                                                 |
| 1963-64 | 레알 마드리드 5                                                 | 이틀레티코 마드리드 1                                           | 이틀레티코 마드리드 0                                           | 레알 마드리드 1                                                 |
| 1964-65 | 레알 마드리드 0                                                 | 이틀레티코 마드리드 1                                           | 이틀레티코 마드리드 0                                           | 레알 마드리드 1                                                 |
| 1965-66 | 레알 마드리드 3                                                 | 이틀레티코 마드리드 1                                           | 이틀레티코 마드리드 1                                           | 레알 마드리드 1                                                 |
| 1966-67 | 레알 마드리드 2                                                 | 이틀레티코 마드리드 1                                           | 이틀레티코 마드리드 2                                           | 레알 마드리드 2                                                 |
| 1967-68 | 레알 마드리드 0                                                 | 이틀레티코 마드리드 0                                           | 이틀레티코 마드리드 1                                           | 레알 마드리드 1                                                 |
| 1968-69 | 레알 마드리드 0                                                 | 이틀레티코 마드리드 0                                           | 이틀레티코 마드리드 0                                           | 레알 마드리드 1                                                 |
| 1969-70 | 레알 마드리드 1                                                 | 이틀레티코 마드리드 1                                           | 이틀레티코 마드리드 3                                           | 레알 마드리드 0                                                 |
| 1970-71 | 레알 마드리드 1                                                 | 이틀레티코 마드리드 0                                           | 이틀레티코 마드리드 2                                           | 레알 마드리드 2                                                 |
| 1971-72 | 레알 마드리드 1                                                 | 이틀레티코 마드리드 0                                           | 이틀레티코 마드리드 4                                           | 레알 마드리드 1                                                 |
| 1972-73 | 레알 마드리드 0                                                 | 이틀레티코 마드리드 1                                           | 이틀레티코 마드리드 1                                           | 레알 마드리드 2                                                 |
| 1973-74 | 레알 마드리드 2                                                 | 이틀레티코 마드리드 0                                           | 이틀레티코 마드리드 0                                           | 레알 마드리드 2                                                 |
| 1974-75 | 레알 마드리드 1                                                 | 이틀레티코 마드리드 0                                           | 이틀레티코 마드리드 1                                           | 레알 마드리드 1                                                 |
| 1975-76 | 레알 마드리드 1                                                 | 이틀레티코 마드리드 0                                           | 이틀레티코 마드리드 1                                           | 레알 마드리드 0                                                 |
| 1976-77 | 레알 마드리드 1                                                 | 이틀레티코 마드리드 1                                           | 이틀레티코 마드리드 4                                           | 레알 마드리드 0                                                 |
| 1977-78 | 레알 마드리드 4                                                 | 이틀레티코 마드리드 2                                           | 이틀레티코 마드리드 1                                           | 레알 마드리드 3                                                 |
| 1978-79 | 레알 마드리드 1                                                 | 이틀레티코 마드리드 1                                           | 이틀레티코 마드리드 2                                           | 레알 마드리드 2                                                 |
| 1979-80 | 레알 마드리드 4                                                 | 이틀레티코 마드리드 0                                           | 이틀레티코 마드리드 1                                           | 레알 마드리드 1                                                 |
| 1980-81 | 레알 마드리드 2                                                 | 이틀레티코 마드리드 0                                           | 이틀레티코 마드리드 3                                           | 레알 마드리드 1                                                 |
| 1981-82 | 레알 마드리드 2                                                 | 이틀레티코 마드리드 1                                           | 이틀레티코 마드리드 2                                           | 레알 마드리드 3                                                 |
| 1982-83 | 레알 마드리드 3                                                 | 이틀레티코 마드리드 1                                           | 이틀레티코 마드리드 0                                           | 레알 마드리드 0                                                 |
| 1983-84 | 레알 마드리드 5                                                 | 이틀레티코 마드리드 0                                           | 이틀레티코 마드리드 1                                           | 레알 마드리드 0                                                 |
| 1984-85 | 레알 마드리드 0                                                 | 이틀레티코 마드리드 4                                           | 이틀레티코 마드리드 0                                           | 레알 마드리드 1                                                 |
| 1985-86 | 레알 마드리드 2                                                 | 이틀레티코 마드리드 1                                           | 이틀레티코 마드리드 0                                           | 레알 마드리드 1                                                 |
| 1986-87 | 레알 마드리드 4                                                 | 이틀레티코 마드리드 1                                           | 이틀레티코 마드리드 1                                           | 레알 마드리드 1                                                 |
| 1987-88 | 레알 마드리드 0                                                 | 이틀레티코 마드리드 4                                           | 이틀레티코 마드리드 1                                           | 레알 마드리드 3                                                 |
| 1988-89 | 레알 마드리드 2                                                 | 이틀레티코 마드리드 1                                           | 이틀레티코 마드리드 3                                           | 레알 마드리드 3                                                 |
| 1989-90 | 레알 마드리드 3                                                 | 이틀레티코 마드리드 1                                           | 이틀레티코 마드리드 3                                           | 레알 마드리드 3                                                 |
| 1990-91 | 레알 마드리드 0                                                 | 이틀레티코 마드리드 3                                           | 이틀레티코 마드리드 0                                           | 레알 마드리드 3                                                 |
| 1991-92 | 레알 마드리드 3                                                 | 이틀레티코 마드리드 2                                           | 이틀레티코 마드리드 2                                           | 레알 마드리드 0                                                 |
| 1992-93 | 레알 마드리드 1                                                 | 이틀레티코 마드리드 0                                           | 이틀레티코 마드리드 1                                           | 레알 마드리드 1                                                 |
| 1993-94 | 레알 마드리드 1                                                 | 이틀레티코 마드리드 0                                           | 이틀레티코 마드리드 0                                           | 레알 마드리드 0                                                 |
| 1994-95 | 레알 마드리드 4                                                 | 이틀레티코 마드리드 2                                           | 이틀레티코 마드리드 0                                           | 레알 마드리드 2                                                 |
| 1995-96 | 레알 마드리드 1                                                 | 이틀레티코 마드리드 0                                           | 이틀레티코 마드리드 1                                           | 레알 마드리드 2                                                 |
| 1996-97 | 레알 마드리드 3                                                 | 이틀레티코 마드리드 1                                           | 이틀레티코 마드리드 1                                           | 레알 마드리드 4                                                 |
| 1997-98 | 레알 마드리드 1                                                 | 이틀레티코 마드리드 1                                           | 이틀레티코 마드리드 1                                           | 레알 마드리드 1                                                 |
| 1998-99 | 레알 마드리드 4                                                 | 이틀레티코 마드리드 2                                           | 이틀레티코 마드리드 3                                           | 레알 마드리드 1                                                 |
| 1999-00 | 레알 마드리드 1                                                 | 이틀레티코 마드리드 3                                           | 이틀레티코 마드리드 1                                           | 레알 마드리드 1                                                 |
| 2000-01 | 아틀레티코 마드리드가 세군다 디비시온에서 뛰면서 경기가 없었음. | 아틀레티코 마드리드가 세군다 디비시온에서 뛰면서 경기가 없었음. | 아틀레티코 마드리드가 세군다 디비시온에서 뛰면서 경기가 없었음. | 아틀레티코 마드리드가 세군다 디비시온에서 뛰면서 경기가 없었음. |
| 2001-02 | 아틀레티코 마드리드가 세군다 디비시온에서 뛰면서 경기가 없었음. | 아틀레티코 마드리드가 세군다 디비시온에서 뛰면서 경기가 없었음. | 아틀레티코 마드리드가 세군다 디비시온에서 뛰면서 경기가 없었음. | 아틀레티코 마드리드가 세군다 디비시온에서 뛰면서 경기가 없었음. |
| 2002-03 | 레알 마드리드 2                                                 | 이틀레티코 마드리드 2                                           | 이틀레티코 마드리드 0                                           | 레알 마드리드 4                                                 |
| 2003-04 | 레알 마드리드 2                                                 | 이틀레티코 마드리드 0                                           | 이틀레티코 마드리드 1                                           | 레알 마드리드 2                                                 |
| 2004-05 | 레알 마드리드 0                                                 | 이틀레티코 마드리드 0                                           | 이틀레티코 마드리드 0                                           | 레알 마드리드 3                                                 |
| 2005-06 | 레알 마드리드 2                                                 | 이틀레티코 마드리드 1                                           | 이틀레티코 마드리드 0                                           | 레알 마드리드 3                                                 |
| 2006-07 | 레알 마드리드 1                                                 | 이틀레티코 마드리드 1                                           | 이틀레티코 마드리드 1                                           | 레알 마드리드 1                                                 |
| 2007-08 | 레알 마드리드 2                                                 | 이틀레티코 마드리드 1                                           | 이틀레티코 마드리드 0                                           | 레알 마드리드 2                                                 |
| 2008-09 | 레알 마드리드 1                                                 | 이틀레티코 마드리드 1                                           | 이틀레티코 마드리드 1                                           | 레알 마드리드 2                                                 |
| 2009-10 | 레알 마드리드 3                                                 | 이틀레티코 마드리드 2                                           | 이틀레티코 마드리드 2                                           | 레알 마드리드 3                                                 |
| 2010-11 | 레알 마드리드 2                                                 | 이틀레티코 마드리드 0                                           | 이틀레티코 마드리드 1                                           | 레알 마드리드 2                                                 |
| 2011-12 | 레알 마드리드 4                                                 | 이틀레티코 마드리드 1                                           | 이틀레티코 마드리드 1                                           | 레알 마드리드 4                                                 |
| 2012-13 | 레알 마드리드 2                                                 | 이틀레티코 마드리드 0                                           | 이틀레티코 마드리드 1                                           | 레알 마드리드 2                                                 |
| 2013-14 | 레알 마드리드 0                                                 | 이틀레티코 마드리드 1                                           | 이틀레티코 마드리드 2                                           | 레알 마드리드 2                                                 |
| 2014-15 | 레알 마드리드 1                                                 | 아틀레티코 마드리드 2                                           | 아틀레티코 마드리드 4                                           | 레알 마드리드 0                                                 |
| 2015-16 | 레알 마드리드 0                                                 | 아틀레티코 마드리드 1                                           | 아틀레티코 마드리드 1                                           | 레알 마드리드 1                                                 |
| 2016-17 | 레알 마드리드 1                                                 | 아틀레티코 마드리드 1                                           | 아틀레티코 마드리드 0                                           | 레알 마드리드 3                                                 |

## 역대 전적
Nota: 굵은 글씨는 현존하는 대회'